# Копейко, Юрий Васильевич
Ю́рий Васи́льевич Копе́йко (21 декабря 1933, Свердловск, РСФСР — 6 января 2010, Москва) — советский и российский график и живописец. Народный художник Российской Федерации (1997), действительный член Российской Академии художеств.

## Биография
Юрий Васильевич Копейко родился 22 декабря 1933 года в Свердловске. В 1954 году окончил Московскую среднюю художественную школу при Академии художеств СССР, в 1959 — графическое отделение Московского полиграфического института, где учился у П. Г. Захарова, Г. Т. Горощенко. Дипломную работу — гравюры к роману Ф. М. Достоевского «Братья Карамазовы» защищал у руководителя курса, профессора А. Д. Гончарова.
Свой творческий путь начал с работы в журнале «Юность», затем зведующий отделом оформления журнала «Юный натуралист» (1960—1962), главный художник журнала «Родина» и газеты «Голос Родины» (1962—1965). В 1967 году был принят в Союз журналистов СССР, в 1970-м — в Союз художников СССР.
В 1986 году назначен главным художником издательства «Малыш». К этому времени им было оформлено и проиллюстрировано более ста детских книг.
Ю. В. Копейко также плодотворно работал в космической теме — рисовал космонавтов, запуски космических ракет, приземление спускаемых аппаратов. Им были иллюстрированы книги Ю. Гагарина «Дорога в космос» и «Вижу землю…», Г. Титова — «Семнадцать космических зорь», сборник рассказов «Космонавты рассказывают». В 2002 году художник был избран действительным членом Российской академии космонавтики им. К. Э. Циолковского.
Избирался Народным депутатом Моссовета (1991—1993).
Похоронен в Москве на Троекуровском кладбище.

### Семья
- Жена — Галина Александровна Макавеева (р. 1936), советский и российский художник.
- Сын — Василий Юрьевич Копейко (р. 1960), советский и российский графический дизайнер, предприниматель, менеджер.

## Oсновные работы
Среди основных работ — иллюстрации и оформление книг:
- Ю. Гагарин «Дорога в космос» (1963),
- Г. Титов «Семнадцать космических зорь» (1963),
- «Мир приключений» (1965),
- «Космонавты рассказывают» (1966),
- Ю. Гагарин «Вижу Землю…» (1968),
- С. Маршак «Разноцветная книга» (1972),
- А. Яшин «Сладкий остров» (1973),
- С. Алексеев «Они защищали Москву» (1975),
- Ф. Абрамов «Пряслины» (1977),
- Ю. Нагибин «Рассказы о Гагарине» (1979),
- Ф. Абрамов «Алые олени» (1980),
- Л. Н. Толстой «Лев и собачка» (1981),
- А. Ляпидевский «Челюскинцы» (1986),
- Б. Никольский «Как живёт аэродром» (1987),
- Г. Байдуков «Через полюс в Америку» (1988),
- А. Галлай «Валерий Чкалов» (1990),
- оформление Библии для детей (1991),
- А. Барто «Детям» (1992),
- Р. Киплинг «Маугли», «Евразийский регион» (1993),
- «Слоненок» (1994),
- иллюстрации к повестям Ч. Айтматова «Пегий пес, бегущий краем моря» и «Белый пароход» (1999).

## Персональные выставки
- Персональные выставки в Москве, Варшаве, Токио, Звездном городке, Берлине, Австралии (Аделаида), Финляндии (Хельсинки, Тампере и др.), на космодроме Байконур (1977—2002)
- Персональная выставка в галерее журнала «Наше наследие» (2002),
- Групповая выставка в Китайской Народной Республике (2002),
- Персональная выставка в выставочном зале «Кузнецкий мост, 20» (2002),
- Персональная выставка (совместно с Г. Макавеевой в залах Российской академии художеств) (2004),
- Персональная выставка в администрации президента Российской Федерации в Московском кремле (2006).

## Награды и звания
- Член графической комиссии союза художников России (1970—2006),
- Член-корреспондент Российской академии художеств (1995),
- Председатель творческого объединения художников книжной графики Московского союза художников (1993—2000),
- Действительный член Российской академии художеств (2001),
- Действительный член Российской академии космонавтики им. К. Э. Циолковского (2002).
- Почетное звание «Заслуженный художник РСФСР» (1983),
- Почетное звание «Народный художник Российской Федерации» (1997),
- Серебряная медаль им. М. Б. Грекова за оформление и иллюстрации к книгам А. Митяева: «Книга будущих командиров» и «Книга будущих адмиралов» (1987),
- Диплом АХ СССР и премия им. В. А. Фаворского за иллюстрации к рассказу А. И. Куприна «Белый пудель» (1990),
- Золотая медаль Российской академии художеств (2003),
- Медаль им. А. С. Пушкина (2003),
- Орден Почёта (2005),
- Орден Петра Великого I степени (2006).